# ラムジー・マクミラン
ラムジー・マクミラン（Ramsay MacMullen 1928年3月3日 - 2022年11月28日）は、アメリカの歴史学者。エール大学名誉教授。

## 経歴
1928年、ニューヨークマンハッタン生まれ。フィリップス・エクセター・アカデミーを修了し、ハーバード大学を最優秀生で卒業した。
卒業後はオレゴン大学とブランダイス大学で教職についた。1967年にエール大学教授となり、1993年に退任するまでダナム記念歴史学古典学教授として教鞭を執った。2022年、自宅のあったコネチカット州ニューヘイブンで死去した。

## 受賞・栄典
- 2001年：アメリカ歴史学会から学業栄誉賞を受賞。

## 研究内容・業績
- 彼の学問的関心の中心は、ローマ社会史と異教の崩壊、キリスト教の勃興であった。学問的名声をその生涯の中で轟かせた時、「ローマ帝国の偉大な歴史家の再来だ」と持て囃された。

## 著作
2006年と2009年の、それぞれ78歳と81歳での新しい重要な著書の出版と共に、彼はローマ史分野における研究者達に強い影響力を残した。